# Domenico Porretti
Domenico Porretti (Sora, 1709 – Madrid, 23 gennaio 1784) è stato un compositore e violoncellista italiano.

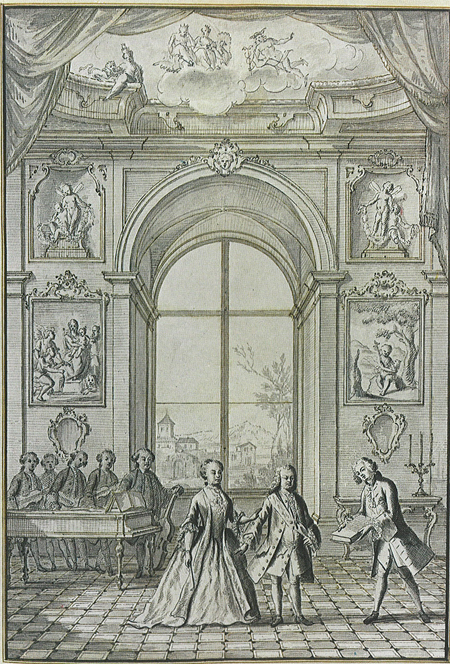
Estratto dal libro "Fiestas Reales" di Farinelli. Il primo, da destra, dei cinque musicisti dietro il clavicembalo è Domenico Porretti.

Protagonista della "dominazione italiana" alla Corte dei Borbone di Spagna, fu suocero di Luigi Boccherini.

## Biografia
Nato a Sora, nel Regno di Napoli, si formò musicalmente a Barcellona.
Dal 1734 alla sua morte, avvenuta cinquant'anni dopo, ricoprì il ruolo di primo violoncello al Palazzo reale di Madrid durante i regni di Filippo V, Ferdinando VI e Carlo III.
Strinse rapporti con tutti i monarchi sotto i quali lavorò, guadagnandosi in particolare la stima di Ferdinando VI e della sua consorte Maria Barbara di Braganza, che lo incluse nel suo testamento insieme a Domenico Scarlatti e Farinelli, cui era legato da una profonda amicizia.
Fu precettore dell'infante Gabriele di Borbone e del fratello don Antonio Pasquale dal 1769.
Sposò la figlia di Giacomo Facco, primo violino alla Corte di Spagna e uno tra i maggiori musicisti italiani al servizio dei Borbone. Sua figlia Maria del Pilar Joaquina Porretti sposò nel 1787 Luigi Boccherini, amico di vecchia data di Porretti.
Fu professore e concertista, ma soprattutto compositore, insieme alla sonata per quattro violoncelli menzionata da Padre Antonio Soler scrisse 24 concerti per violoncello. Ad oggi risultano conservate due sonate, in Sol maggiore ed in Re maggiore, ed un concerto in Sol maggiore.
All'attività di musicista affiancò quella di imprenditore di successo, per decreto reale gli fu assegnata la fornitura di pane per la città di Madrid e dei materiali di costruzione della Real Fábrica de Porcelana del Buen Retiro. 
La ricchezza accumulata da Porretti in vita potrebbe portare a riconsiderare l'immagine stereotipata sulla vecchiaia del genero Luigi Boccherini che la storiografia descrive segnata dalla povertà, più verosimilmente la moglie Maria del Pilar contribuì all'economia familiare con l'eredità paterna.
Venuto a mancare nel 1784, riceverà sepoltura nel Convento dei Trinitari Scalzi a Madrid.